# Sergio Salvati
Sergio Salvati (Roma, 16 giugno 1934) è un direttore della fotografia italiano.
Storico collaboratore del regista Lucio Fulci, ha diretto per lui la fotografia di film divenuti cult, come Zombi 2, ...e tu vivrai nel terrore! - L'aldilà e Quella villa accanto al cimitero.

## Biografia
Salvati nato nel cuore di Roma, è da considerarsi un figlio d'arte: il padre Adolfo è stato uno dei primi macchinisti italiani tra i più richiesti e stimati, la madre Carolina Pastori è stata disegnatrice di moda e ricamatrice per famose griffe.
Debuttò nel mondo del cinema nel 1960 in veste di assistente operatore per il film Apocalisse sul fiume giallo, diretto da Renzo Merusi. Dopo aver collaborato a Il buono, il brutto, il cattivo e Medea, debuttò come direttore della fotografia nel 1971 con Deserto di fuoco.
Nel 1975 avvenne l'incontro con Lucio Fulci. Salvati diresse infatti la fotografia dello spaghetti-western I quattro dell'apocalisse e della commedia Il cav. Costante Nicosia demoniaco ovvero: Dracula in Brianza. Per il regista romano diresse la fotografia di altri suoi otto film, divenendo uno dei suoi collaboratori più importanti e fidati.
Finita la sua collaborazione con Lucio Fulci, Salvati diresse la fotografia per commedie come Vacanze di Natale '90 e Vacanze di Natale '91 e per fiction come Incantesimo 4.
Ha avuto anche una estemporanea esperienza come attore, partecipando alla pellicola ...e tu vivrai nel terrore! - L'aldilà di Fulci.

## Filmografia

### Direttore della fotografia
- Deserto di fuoco, regia di Renzo Merusi (1971)
- Piange... il telefono, regia di Lucio De Caro (1973)
- Società a responsabilità molto limitata, regia di Paolo Bianchini (1973)
- I quattro dell'apocalisse, regia di Lucio Fulci (1975)
- Il cav. Costante Nicosia demoniaco ovvero: Dracula in Brianza, regia di Lucio Fulci (1975)
- Il maestro di violino, regia di Giovanni Fago (1976)
- Amore grande, amore libero, regia di Luigi Perelli (1976)
- Von Buttiglione Sturmtruppenführer, regia di Mino Guerrini (1977)
- Sette note in nero, regia di Lucio Fulci (1977)
- Sella d'argento, regia di Lucio Fulci (1978)
- Dottor Jekyll e gentile signora, regia di Steno (1979)
- Ciao nì!, regia di Paolo Poeti (1979)
- Zombi 2, regia di Lucio Fulci (1979)
- Sesso profondo, regia di Marino Girolami (1980)
- Luca il contrabbandiere, regia di Lucio Fulci (1980)
- Paura nella città dei morti viventi, regia di Lucio Fulci (1980)
- Black Cat (Gatto nero), regia di Lucio Fulci 1981)
- ...e tu vivrai nel terrore! - L'aldilà, regia di Lucio Fulci (1981)
- Quella villa accanto al cimitero, regia di Lucio Fulci (1981)
- 1990 - I guerrieri del Bronx, regia di Enzo G. Castellari (1982)
- Thunder, regia di Fabrizio De Angelis (1983)
- Crawlspace, regia di David Schmoeller (1986)
- Cobra Mission, regia di Fabrizio De Angelis (1986)
- Ghoulies II - Il principe degli scherzi, regia di Albert Band (1987)
- Catacombs - La prigione del diavolo, regia di David Schmoeller (1988)
- Puppet Master - Il burattinaio, regia di David Schmoeller (1989)
- Vacanze di Natale '90, regia di Enrico Oldoini (1990)
- Mal d'Africa, regia di Sergio Martino (1990)
- Faccione, regia di Christian De Sica (1991)
- Transformations, regia di Jay Kamen (1991)
- Vacanze di Natale '91, regia di Enrico Oldoini (1991)
- Anni 90, regia di Enrico Oldoini (1992)
- Spellcaster, regia di Rafal Zielinski (1992)
- Ricky & Barabba, regia di Christian De Sica (1992)
- Amico mio – serie TV (1993)
- Banzai, regia di Carlo Vanzina (1997)
- Diario di una siciliana ribelle, regia di Marco Amenta – documentario (1997)
- M.D.C. - Maschera di cera, regia di Sergio Stivaletti (1997)
- Un prete tra noi – serie TV (1997)
- Amico mio 2 – serie TV (1998)
- Vola Sciusciù, regia di Joseph Sargent – film TV (2000)
- Incantesimo 4 – soap opera (2001)
- Red Riding Hood - Cappuccetto rosso, regia di Giacomo Cimini (2003)
- Cos'è l'amore, regia di Simone Scafidi (2004)
- Gli arcangeli, regia di Simone Scafidi (2007)

### Attore
- ...e tu vivrai nel terrore! - L'aldilà, regia di Lucio Fulci (1981)